# 梁華盛
梁華盛（1904年9月25日—1999年3月2日） ，原名梁文琰，中華民國陸軍中將，曾任吉林省政府主席，號稱華公。

## 生平

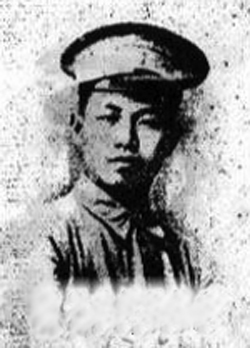
黄埔军校时期的梁华盛

出生于广东省茂名县杨柘乡（今高州市泗水镇）里道坑村，1924年5月，考入黄埔陸軍軍官学校第1期，1925年起加入国民革命軍参加東征（讨伐陳炯明）及北伐，積功由排长、連長升至團長。1930年（民国19年），任國民革命軍第2師第2旅副旅長兼第4团团長，参加中原大战。1932年（民国21年），升任第83師第247旅旅長。翌年，参加長城抗战，在古北口、南天門迎击日軍。1933年（民国22年）9月，升任國民革命軍第92師師長，参加对中国共产党及中国工农紅軍的第五次围剿，在追擊中曾驻扎貴陽。1935年（民国24年）4月，获授陸軍少将銜。1936年（民国25年）9月，任軍政部附，入陸軍大学第3期学习。同年任軍委會委員長侍從室參謀。
抗日战争爆发后，梁華盛任预備第4師中将師長（该師不久更名为第190師），参加武漢会战。1939年（民国28年）1月，任國民革命軍第二十五軍副軍長，同年7月隨190師轉任國民革命軍第十軍中将軍長兼190師師長兼钱塘江南岸总指揮。由於第九戰區的改組，第十軍被國民革命軍第八軍系統給取代，190師師長由余錦源升任，梁華盛在民國二十九年（1940）10月14日調任第四战区政治部主任。1942年（民国31年），回到家乡奔父丧，於家鄉設海珊中學。1942年（民国31年），梁華盛调任中央訓練团大队長。前往柳州指導越南革命同盟會工作，越南胡志明等八百多名青年曾在梁華盛的中越訓練班受訓。同年，梁華盛被任命为第1集团軍副总司令，成为中国遠征軍的一員，入缅甸作战。1943年（民国32年）4月，升任第11集团軍副总司令，兼任国民政府軍事委員会駐滇幹部訓練团教育長，负责训练中国遠征軍以及中国陸軍总司令部所属各級士官。该训练团设有將校班、作訓班、汽車戰車訓練班、通訊步兵砲兵軍醫等大隊，聘请美国教官，採用最新教材，配合新式裝備，先後結業官兵總數達五萬人，對滇緬會師、國際路線打通及湘桂反攻告捷貢獻良多。1944年（民国33年）2月，梁華盛调任第20集团軍副总司令。

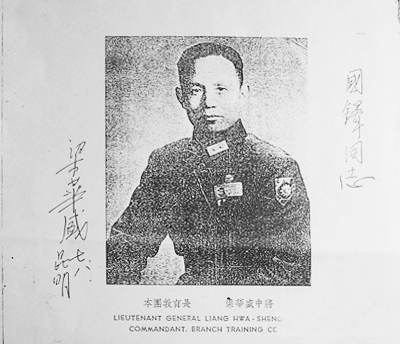
抗日战争末期的梁华盛

抗日战争结束後的1945年（民国34年）12月，梁華盛赴东北担任東北保安司令部副司令長官。1946年（民国35年）6月，代理吉林省政府主席，同年10月正式就任吉林省政府主席。
1947年（民国36年）5月，兼任吉東兵团司令官。1948年（民国37年）1月，任東北剿匪总司令部副总司令，兼任長春綏靖公署主任、瀋陽防守司令。在辽沈战役中，中国人民解放軍获胜，梁華盛在失去瀋陽前从瀋陽脱逃南归。1949年（民国38年），任广東省綏靖公署副主任。第二次国共内战中国国民党最終敗北，梁華盛轉往台湾。歷任总统府国策顾问、廣東省旅台同鄉會暨高雷同鄉會創會長等职务。1969年，预备役陆军中将梁华盛退役。任呂寶堯國強武藝中心榮譽指導館長。1999年（民国88年）3月2日，梁華盛逝世，享年96岁。

## 著作
- 我在抗战中的经历
- 第一〇九師在德安的抗战活動

## 家庭
- 父：梁海珊，中国同盟會會員，追隨孫文革命。
- 妻：賴蘭英。育有三子五女。

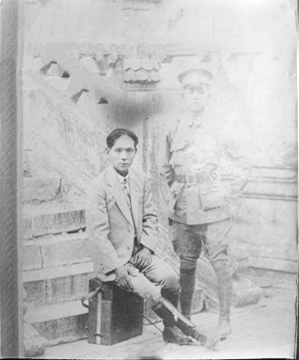
1920年代梁华盛将军（右）与父亲的合影。

- 子：梁歡成，中華民國空軍上校，空軍官校二十九期，已去世
- 子：梁廣成，已去世
- 女：梁東芳
- 女：梁南芳
- 女：梁西芳
- 女：梁北芳
- 女：梁明芳
- 子：梁衡，已去世